# Belgrandiella abchasica
Belgrandiella abchasica е вид коремоного от семейство Hydrobiidae.

## Разпространение
Видът е разпространен в Грузия (Абхазия).